# Agrégation de génie électrique
L'agrégation de génie électrique était un concours de recrutement de professeur pour le système secondaire en France. Depuis la session 2013, l'agrégation de  génie électrique est remplacée par l'agrégation de sciences industrielles de l'ingénieur option sciences industrielles et ingénierie électrique.

## Programme
L'agrégation de génie électrique comporte à l'écrit trois épreuves (durée 6 h et coefficient 1) :
- une composition d'automatique et d'informatique industrielle,
- une composition d’électronique,
- une composition d’électrotechnique.

À l'oral elle comporte trois épreuves (5 h de préparation, 1 h de présentation et de questions, coefficient 1) :
- une épreuve de travaux pratiques portant sur un montage, le candidat choisissant le domaine : courants forts ou courants faibles,
- une épreuve pédagogique dans le domaine complémentaire du domaine du montage, les sujets couvrant l'ensemble du programme des classes de BTS ou DUT de génie électrique,
- un examen critique d’un dossier technique dans un des deux domaines.

## Nombre de postes ouverts au concours externe
Nombre de postes ouverts au concours externe de l'agrégation de génie électrique jusqu'à 2012:
| Année | sans option  | sans option      |
| ----- | ------------ | ---------------- |
| 2012  | 10           | 10               |
| 2011  | 10           | 10               |
| 2010  | 13           | 13               |
| 2009  | 13           | 13               |
| 2008  | 13           | 13               |
| 2007  | 14           | 14               |
| 2006  | 14           | 14               |
| 2005  | 20           | 20               |
|       | électronique | électrotechnique |
| 2004  | 8            | 10               |
| 2003  | 15           | 20               |
| 2002  | 20           | 27               |
| 2001  | 20           | 27               |
| 2000  | 20           | 27               |